# Вашингтон Мистикс
«Вашингто́н Ми́стикс» (англ. Washington Mystics) — американская профессиональная женская баскетбольная команда, выступающая в Восточной конференции женской национальной баскетбольной ассоциации (ЖНБА). Клуб был основан в городе Вашингтон (округ Колумбия) перед началом сезона 1998 года, домашние игры проводил на «Кэпитал Уан-арене», однако после окончания сезона 2018 года переехал на новую «Сент-Элизабетс Ист Энтертейнмент энд Спортс-арену», которая 6 февраля 2025 года была переименована в «Кер-Фёрст-арену». Владельцем команды является Тед Леонсис, которому также принадлежит клуб НБА «Вашингтон Уизардс» и компания «Monumental Sports & Entertainment».
За свою долгую историю «Мистикс» выходили в плей-офф в тринадцати из двадцати четырёх сезонов и два раза играли в финале турнира. В 2018 году проиграли со счётом 0-3 клубу «Сиэтл Шторм», а в 2019 году завоевали чемпионский титул ЖНБА, обыграв со счётом 3-2 команду «Коннектикут Сан».
За время существования клуба в нём выступали такие известные баскетболистки, как Вики Баллетт, Алана Бирд, Киа Вон, Елена Делле Донн (двукратная MVP), Эйша Джонс, Темика Джонсон, Айвори Латта, Кара Лоусон, Кристал Лэнгхорн, Никки Маккрей, Тадж Макуильямс, Часити Мелвин, Келли Миллер, Эмма Миссеман, Лейлани Митчелл, Демайя Уокер, Кэти Смит, Делиша Милтон, Мишель Сноу, Никки Тисли, Кристи Толивер, Линдсей Хардинг, Бриа Хартли и Чамик Холдскло.

## История команды
«Вашингтон Мистикс» стали одним из первых клубов, присоединившихся к новообразованной женской НБА. Свой первый сезон они провели в 1998 году, всего через год после основания лиги. Дебют у клуба не задался, он закончил чемпионат с худшим показателем в ЖНБА, одержав всего 3 победы в 30 играх. Плохой результат в турнире и непопадание в плей-офф помог менеджменту «Мистикс» выбрать на драфте 1999 года форварда университета Теннесси Чамик Холдскло, которая присоединилась к лидеру клуба Никки Маккрей. Сезон 1999 года выдался немногим лучше предыдущего, команда одержала 12 побед, потерпев 20 поражений, и вновь не попала в плей-офф. Однако уже в следующем году «Мистикс» впервые в своей истории вышли в постсезонные игры, где уже в первом раунде проиграли «Нью-Йорк Либерти».
Следующий же сезон вновь оказался неудачным для команды, которая одержала всего 10 побед в 32 матчах. Было полностью сменено руководство клуба — уволены главный тренер Том Мар и генеральный менеджер Мелисса Макферрин. Место Мара заняла Марианна Стэнли, а состав самой команды пополнила Стейси Дейлс. Эти изменения благоприятно сказались на игре «Мистикс» и в сезоне 2002 года команда показала результат 17-15 и сумела выйти в плей-офф. Там «Вашингтон» одержал победу в полуфинале конференции над «Шарлотт Стинг» со счётом 2-0, но уступил в финале конференции «Нью-Йорк Либерти» со счётом 1-2. Однако в следующем сезоне клуб занял последнее место в Восточной конференции, одержав в чемпионате всего 9 побед.
В сезоне 2004 года Холдскло некоторое время держали на скамейке запасных, из-за чего появились слухи, что баскетболистка недовольна состоянием дел в команде. Место же лидера «Мистикс» заняла новичок, выпускница университета Дьюка Алана Бирд, которая смогла вывести свой клуб в плей-офф, где «Вашингтон» проиграл в полуфинале конференции «Коннектикут Сан» в трёх играх.
Перед началом сезона 2005 года в клубе произошли кардинальные перемены. Фирма «Washington Sports and Entertainment» продала команду компании Теда Леониса «Lincoln Holdings LLC», а главная звезда команды Холдскло перешла в «Лос-Анджелес Спаркс». Несмотря на это «Мистикс» закончили чемпионат с результатом 16-18, хотя и не смогли выйти в постсезонные игры. Уже в следующем сезоне клуб одержал больше побед, чем потерпел поражений и попал в плей-офф с четвёртого места, однако как и в прошлый раз проиграла лучшей команде конференции «Коннектикут Сан».
В сезоне 2007 года «Мистикс» продолжили сражаться за выход в плей-офф. Одержав в турнире 16 побед при 18 поражениях «Вашингтон» уступил место в плей-офф клубу «Нью-Йорк Либерти», показавшему в сезоне тот же результат, лишь по сумме личных встреч. На драфте 2008 года руководство «Мистикс» выбрали выпускницу университета Мэриленда Кристал Лэнгхорн, однако из-за проблем в тренерском штабе чемпионат завершили на предпоследнем месте, обойдя лишь новосозданную команду «Атланта Дрим».

## Участия в финалах ЖНБА
Команда «Вашингтон Мистикс» принимала участие в двух финальных сериях ЖНБА, одержав победу в одной из них.
| Сезон | Соперник        | Результат | Счёт                | Место проведения                        |
| ----- | --------------- | --------- | ------------------- | --------------------------------------- |
| 2018  | Сиэтл Шторм     | Поражение | 82:98 (0:3 в серии) | Игл Банк-арена, Фэрфакс                 |
| 2019  | Коннектикут Сан | Победа    | 89:78 (3:2 в серии) | Энтертейнмент & Спортс-арена, Вашингтон |

## Протокол сезонов ЖНБА
| Сезон             | Конференция       | Место             | Регулярный чемпионат | Регулярный чемпионат | Регулярный чемпионат | Плей-офф | Тренер                                   | Ссылки                                   |
| Сезон             | Конференция       | Место             | Победы               | Поражения            | Процент              | Плей-офф | Тренер                                   | Ссылки                                   |
| Вашингтон Мистикс | Вашингтон Мистикс | Вашингтон Мистикс | Вашингтон Мистикс    | Вашингтон Мистикс    | Вашингтон Мистикс    | Вашингтон Мистикс | Вашингтон Мистикс                        | Вашингтон Мистикс                        |
| ----------------- | ----------------- | ----------------- | -------------------- | -------------------- | -------------------- | --- | ---------------------------------------- | ---------------------------------------- |
| 1998              | Восточная         | 5-е               | 3                    | 27                   | 10,0                 | Не квалифицировалась в плей-офф | Джим Льюис (2-16) Кэти Парсон (1-11)     | [ 5 ]                                    |
| 1999              | Восточная         | 5-е               | 12                   | 20                   | 37,5                 | Не квалифицировалась в плей-офф | Нэнси Дарш                               | [ 6 ]                                    |
| 2000              | Восточная         | 4-е               | 14                   | 18                   | 43,8                 | Проиграла в полуфинале конференции «Либерти» со счётом 0:2                                                                                            | Нэнси Дарш (9-11) Даррелл Уокер (5-7)    | [ 7 ]                                    |
| 2001              | Восточная         | 8-е               | 10                   | 22                   | 31,3                 | Не квалифицировалась в плей-офф | Том Мар                                  | [ 8 ]                                    |
| 2002              | Восточная         | 3-е               | 17                   | 15                   | 53,1                 | Выиграла в полуфинале конференции у «Стинг» со счётом 2:0 Проиграла в финале конференции «Либерти» со счётом 1:2                                      | Марианна Стэнли                          | [ 9 ]                                    |
| 2003              | Восточная         | 7-е               | 9                    | 25                   | 26,5                 | Не квалифицировалась в плей-офф | Марианна Стэнли                          | [ 10 ]                                   |
| 2004              | Восточная         | 4-е               | 17                   | 17                   | 50,0                 | Проиграла в полуфинале конференции «Сан» со счётом 1:2                                                                                                | Майкл Адамс                              | [ 11 ]                                   |
| 2005              | Восточная         | 5-е               | 16                   | 18                   | 47,1                 | Не квалифицировалась в плей-офф | Ричи Адубато                             | [ 12 ]                                   |
| 2006              | Восточная         | 4-е               | 18                   | 16                   | 52,9                 | Проиграла в полуфинале конференции «Сан» со счётом 0:2                                                                                                | Ричи Адубато                             | [ 13 ]                                   |
| 2007              | Восточная         | 5-е               | 16                   | 18                   | 47,1                 | Не квалифицировалась в плей-офф | Ричи Адубато (0-4) Три Роллинз (16-14)   | [ 14 ]                                   |
| 2008              | Восточная         | 6-е               | 10                   | 24                   | 29,4                 | Не квалифицировалась в плей-офф | Три Роллинз (8-14) Джесси Кенло (2-10)   | [ 15 ]                                   |
| 2009              | Восточная         | 4-е               | 16                   | 18                   | 47,1                 | Проиграла в полуфинале конференции «Фивер» со счётом 0:2                                                                                              | Джули Планк                              | [ 16 ]                                   |
| 2010              | Восточная         | 1-е               | 22                   | 12                   | 64,7                 | Проиграла в полуфинале конференции «Дрим» со счётом 0:2                                                                                               | Джули Планк                              | [ 17 ]                                   |
| 2011              | Восточная         | 6-е               | 6                    | 28                   | 17,6                 | Не квалифицировалась в плей-офф | Труди Лейси                              | [ 18 ]                                   |
| 2012              | Восточная         | 6-е               | 5                    | 29                   | 14,7                 | Не квалифицировалась в плей-офф | Труди Лейси                              | [ 19 ]                                   |
| 2013              | Восточная         | 3-е               | 17                   | 17                   | 50,0                 | Проиграла в полуфинале конференции «Дрим» со счётом 1:2                                                                                               | Майк Тибо                                | [ 20 ]                                   |
| 2014              | Восточная         | 3-е               | 16                   | 18                   | 47,1                 | Проиграла в полуфинале конференции «Фивер» со счётом 0:2                                                                                              | Майк Тибо                                | [ 21 ]                                   |
| 2015              | Восточная         | 4-е               | 18                   | 16                   | 52,9                 | Проиграла в полуфинале конференции «Либерти» со счётом 1:2                                                                                            | Майк Тибо                                | [ 22 ]                                   |
| 2016              | Восточная         | 6-е               | 13                   | 21                   | 38,2                 | Не квалифицировалась в плей-офф | Майк Тибо                                | [ 23 ]                                   |
| 2017              | Восточная         | 3-е               | 18                   | 16                   | 52,9                 | Выиграла в первом раунде у «Уингз» со счётом 86:76 Выиграла во втором раунде у «Либерти» со счётом 82:68 Проиграла в полуфинале «Линкс» со счётом 0:3 | Майк Тибо                                | [ 24 ]                                   |
| 2018              | Восточная         | 2-е               | 22                   | 12                   | 64,7                 | Выиграла во втором раунде у «Спаркс» со счётом 96:64 Выиграла в полуфинале у «Дрим» со счётом 3:2 Проиграла в финале «Шторм» со счётом 0:3            | Майк Тибо                                | [ 25 ]                                   |
| 2019              | Восточная         | 1-е               | 26                   | 8                    | 76,5                 | Выиграла в полуфинале у «Эйсес» со счётом 3:1 Выиграла в финале у «Сан» со счётом 3:2                                                                 | Майк Тибо                                | [ 26 ]                                   |
| 2020              | Восточная         | 3-е               | 9                    | 13                   | 40,9                 | Проиграла в первом раунде «Меркури» со счётом 84:85                                                                                                   | Майк Тибо                                | [ 27 ]                                   |
| 2021              | Восточная         | 4-е               | 12                   | 20                   | 37,5                 | Не квалифицировалась в плей-офф | Майк Тибо                                | [ 28 ]                                   |
| 2022              | Восточная         | 3-е               | 22                   | 14                   | 61,1                 | Проиграла в первом раунде «Шторм» со счётом 0:2 | Майк Тибо                                | [ 29 ]                                   |
| 2023              | Восточная         | 4-е               | 19                   | 21                   | 47,5                 | Проиграла в первом раунде «Либерти» со счётом 0:2 | Эрик Тибо                                | [ 30 ]                                   |
| 2024              | Восточная         | 5-е               | 14                   | 26                   | 35,0                 | Не квалифицировалась в плей-офф | Эрик Тибо                                | [ 31 ]                                   |
| Регулярки         | Регулярки         | Регулярки         | 397                  | 509                  | 43,8                 | 1 титул победителя Восточной конференции | 1 титул победителя Восточной конференции | 1 титул победителя Восточной конференции |
| Плей-офф          | Плей-офф          | Плей-офф          | 18                   | 34                   | 34,6                 | 1 титул победителя турнира женской НБА | 1 титул победителя турнира женской НБА   | 1 титул победителя турнира женской НБА   |

## Статистика игроков
| Сезоны | Лучшие игроки команды по пяти главным статистическим показателям | Лучшие игроки команды по пяти главным статистическим показателям | Лучшие игроки команды по пяти главным статистическим показателям | Лучшие игроки команды по пяти главным статистическим показателям | Лучшие игроки команды по пяти главным статистическим показателям | Ссылки |
| Сезоны | PPG                                                              | RPG                                                              | APG                                                              | SPG                                                              | BPG                                                              | Ссылки |
| ------ | ---------------------------------------------------------------- | ---------------------------------------------------------------- | ---------------------------------------------------------------- | ---------------------------------------------------------------- | ---------------------------------------------------------------- | ------ |
| 1998   | Никки Маккрей (17,7)                                             | Алессандра Сантос де Оливейра (8,1) Мюрриел Пейдж (6,9)[a]       | Никки Маккрей (3,1)                                              | Рита Уильямс (2,1)                                               | Ла’Шон Браун (0,9)                                               | [ 5 ]  |
| 1999   | Никки Маккрей (17,5)                                             | Чамик Холдскло (7,9)                                             | Андреа Надь (4,6)                                                | Чамик Холдскло (1,2)                                             | Мюрриел Пейдж (0,9)                                              | [ 6 ]  |
| 2000   | Чамик Холдскло (17,5)                                            | Чамик Холдскло (7,5)                                             | Андреа Надь (5,1)                                                | Вики Баллетт (2,0)                                               | Вики Баллетт (1,5)                                               | [ 7 ]  |
| 2001   | Чамик Холдскло (16,8)                                            | Чамик Холдскло (8,8)                                             | Энни Бёрджесс (2,8)                                              | Вики Баллетт (1,7)                                               | Вики Баллетт (1,8)                                               | [ 8 ]  |
| 2002   | Чамик Холдскло (19,9)[b]                                         | Чамик Холдскло (11,6)                                            | Энни Бёрджесс (3,6)                                              | Вики Баллетт (1,7)                                               | Вики Баллетт (1,2)                                               | [ 9 ]  |
| 2003   | Чамик Холдскло (20,5)                                            | Чамик Холдскло (10,9)                                            | Стейси Дейлс (3,4)                                               | Чамик Холдскло (1,3)                                             | Эйша Джонс (0,7)                                                 | [ 10 ] |
| 2004   | Чамик Холдскло (19,0)                                            | Чамик Холдскло (8,3)                                             | Алана Бирд (2,7)                                                 | Алана Бирд (2,0)                                                 | Алана Бирд (1,0)                                                 | [ 11 ] |
| 2005   | Алана Бирд (14,1)                                                | Часити Мелвин (5,9)                                              | Темика Джонсон (5,2)                                             | Делиша Милтон (1,7)                                              | Делиша Милтон (0,5)                                              | [ 12 ] |
| 2006   | Алана Бирд (19,2)                                                | Часити Мелвин (6,6)                                              | Никки Тисли (5,4)                                                | Алана Бирд (1,8)                                                 | Алана Бирд (0,8)                                                 | [ 13 ] |
| 2007   | Алана Бирд (18,8)                                                | Накия Сэнфорд (7,1)                                              | Никки Тисли (3,3)                                                | Часити Мелвин (2,0) Алана Бирд (1,9)[c]                          | Делиша Милтон (1,1)                                              | [ 14 ] |
| 2008   | Алана Бирд (16,1)                                                | Тадж Макуильямс (7,3)                                            | Алана Бирд (3,5)                                                 | Тадж Макуильямс (1,7)                                            | Тадж Макуильямс (1,0)                                            | [ 15 ] |
| 2009   | Алана Бирд (15,9)                                                | Кристал Лэнгхорн (7,9)                                           | Линдсей Хардинг (4,5)                                            | Алана Бирд (2,3)                                                 | Часити Мелвин (0,9)                                              | [ 16 ] |
| 2010   | Кристал Лэнгхорн (16,3)                                          | Кристал Лэнгхорн (9,7)                                           | Линдсей Хардинг (4,0)                                            | Моник Карри (1,4)                                                | Часити Мелвин (0,5)                                              | [ 17 ] |
| 2011   | Кристал Лэнгхорн (18,2)                                          | Кристал Лэнгхорн (7,6)                                           | Мати Аджавон (3,1)                                               | Моник Карри (1,8) Мати Аджавон (1,7)[d]                          | Ники Аносике (0,8)                                               | [ 18 ] |
| 2012   | Кристал Лэнгхорн (14,7)                                          | Кристал Лэнгхорн (6,3)                                           | Жасмин Томас (2,8)                                               | Мати Аджавон (1,6)                                               | Мишель Сноу (0,8)                                                | [ 19 ] |
| 2013   | Айвори Латта (13,9)                                              | Кристал Лэнгхорн (7,2)                                           | Айвори Латта (4,4)                                               | Моник Карри (1,1)                                                | Киа Вон (1,1)                                                    | [ 20 ] |
| 2014   | Айвори Латта (12,8)                                              | Эмма Миссеман (6,4)                                              | Айвори Латта (3,3)                                               | Эмма Миссеман (1,4)                                              | Стефани Долсон (1,1)                                             | [ 21 ] |
| 2015   | Айвори Латта (13,4)                                              | Эмма Миссеман (6,3)                                              | Кара Лоусон (3,6)                                                | Эмма Миссеман (0,9)                                              | Латойя Сандерс (2,1)                                             | [ 22 ] |
| 2016   | Тэйлер Хилл (15,4)                                               | Эмма Миссеман (5,6)                                              | Наташа Клауд (3,8)                                               | Эмма Миссеман (1,2)                                              | Латойя Сандерс (2,5) Стефани Долсон (0,9)[e]                     | [ 23 ] |
| 2017   | Елена Делле Донн (19,7)                                          | Кристал Томас (9,6)                                              | Кристи Толивер (3,4)                                             | Тирра Раффин-Пратт (1,0)                                         | Эмма Миссеман (1,5)                                              | [ 24 ] |
| 2018   | Елена Делле Донн (20,7)                                          | Елена Делле Донн (7,2)                                           | Наташа Клауд (4,6)                                               | Ариэль Аткинс (1,3)                                              | Елена Делле Донн (1,4)                                           | [ 25 ] |
| 2019   | Елена Делле Донн (19,5)                                          | Елена Делле Донн (8,2)                                           | Кристи Толивер (6,0)                                             | Ариэль Аткинс (1,5)                                              | Латойя Сандерс (1,4)                                             | [ 26 ] |
| 2020   | Майиша Хайнс-Аллен (17,0)                                        | Майиша Хайнс-Аллен (8,9)                                         | Лейлани Митчелл (5,4)                                            | Ариэль Аткинс (1,8)                                              | Эмма Миссеман (0,8)                                              | [ 27 ] |
| 2021   | Тина Чарльз (23,4)                                               | Тина Чарльз (9,6)                                                | Наташа Клауд (6,4)                                               | Ариэль Аткинс (1,6)                                              | Тина Чарльз (0,9)                                                | [ 28 ] |
| 2022   | Елена Делле Донн (17,2)                                          | Шакира Остин (6,4)                                               | Наташа Клауд (7,0)                                               | Ариэль Аткинс (1,3)                                              | Елена Делле Донн (1,1)                                           | [ 29 ] |
| 2023   | Елена Делле Донн (16,7)                                          | Шакира Остин (7,0)                                               | Наташа Клауд (6,2)                                               | Бриттни Сайкс (2,1)                                              | Шакира Остин (0,9)                                               | [ 30 ] |
| 2024   | Ариэль Аткинс (14,9)                                             | Шакира Остин (6,8)                                               | Жюли Ванло (4,3)                                                 | Ариэль Аткинс (1,5)                                              | Шакира Остин (0,9)                                               | [ 31 ] |

- a  В этом сезоне Алессандра Сантос де Оливейра стала лучшей в клубе по среднему показателю за игру (8,1), однако провела всего лишь 16 матчей из 30, поэтому её результат не учитывался при распределении мест в этой номинации, а первое место в команде заняла Мюрриел Пейдж, показатель которой составил всего 6,9 подбора в среднем за игру[5].
- b  Жирным шрифтом выделен игрок, который выиграл в этом сезоне ту или иную номинацию.
- c  В этом сезоне Часити Мелвин стала лучшей в команде по среднему показателю за игру (2,0), однако провела всего лишь 3 матча из 34, поэтому её результат не учитывался при распределении мест в этой номинации, а первое место в клубе заняла Алана Бирд, показатель которой составил всего 1,9 перехвата в среднем за игру[14].
- d  В этом сезоне Моник Карри стала лучшей в команде по среднему показателю за игру (1,8), однако провела всего лишь 4 встречи из 34, поэтому её результат не учитывался при распределении мест в этой номинации, а первое место в клубе заняла Мати Аджавон, показатель которой составил всего 1,7 перехвата в среднем за игру[18].
- e  В этом сезоне Латойя Сандерс стала лучшей в клубе по среднему показателю за игру (2,5), однако провела всего лишь 4 встречи из 34, поэтому её результат не учитывался при распределении мест в этой номинации, а первое место в команде заняла Стефани Долсон, показатель которой составил всего 0,9 блок-шота в среднем за игру[23].

## Текущий состав
| \| Поз. \| № \| Гражд. \| Имя \| Дата рождения (возраст) \| Рост \| Вес \| Звание \| \| ---- \| -- \| ------ \| -------------- \| ------------------------- \| ------ \| ------ \| ------ \| \| Ц \| 0 \| \| Шакира Остин \| 25 июля 2000 (24 года) \| 196 см \| 86 кг \| \| \| З \| 1 \| \| Шуг Саттон \| 17 декабря 1998 (26 лет) \| 173 см \| 64 кг \| \| \| Ф \| 3 \| \| Сика Коне \| 13 июля 2002 (23 года) \| 191 см \| 82 кг \| \| \| З \| 5 \| \| Джейд Мельбурн \| 18 августа 2002 (22 года) \| 178 см \| 66 кг \| \| \| З \| 8 \| \| Джорджия Эймур \| 3 апреля 2001 (24 года) \| 168 см \| \| \| \| З \| 20 \| \| Бриттни Сайкс \| 7 февраля 1994 (31 год) \| 175 см \| 70 кг \| \| \| Ф \| 21 \| \| Эмили Энгстлер \| 1 мая 2000 (25 лет) \| 185 см \| 82 кг \| \| \| З/Ф \| 22 \| \| Соня Цитрон \| 22 октября 2003 (21 год) \| 185 см \| \| \| \| Ф \| 24 \| \| Алия Эдвардс \| 9 июля 2002 (23 года) \| 191 см \| 79 кг \| \| \| Ц \| 31 \| \| Стефани Долсон \| 8 января 1992 (33 года) \| 196 см \| 107 кг \| \| \| З \| 33 \| \| Люси Олсен \| 26 мая 2003 (22 года) \| 178 см \| \| \| \| Ф \| 44 \| \| Кики Ириафен \| 26 августа 2003 (21 год) \| 191 см \| \| \| | Главный тренер - Сидни Джонсон Ассистенты тренера - Джесси Миллер - Барбара Тёрнер - Эмре Ватансевер - Кристина Кеннеди Легенда - (К) — Капитан команды Последнее изменение: 14 мая 2025 года |                |                |                           |        |        |        |
| Поз. | № | Гражд.         | Имя            | Дата рождения (возраст)   | Рост   | Вес    | Звание |
| Ц | 0 | Флаг США       | Шакира Остин   | 25 июля 2000 (24 года)    | 196 см | 86 кг  |        |
| З | 1 | Флаг США       | Шуг Саттон     | 17 декабря 1998 (26 лет)  | 173 см | 64 кг  |        |
| Ф | 3 | Флаг Мали      | Сика Коне      | 13 июля 2002 (23 года)    | 191 см | 82 кг  |        |
| З | 5 | Флаг Австралии | Джейд Мельбурн | 18 августа 2002 (22 года) | 178 см | 66 кг  |        |
| З | 8 | Флаг США       | Джорджия Эймур | 3 апреля 2001 (24 года)   | 168 см |        |        |
| З | 20 | Флаг США       | Бриттни Сайкс  | 7 февраля 1994 (31 год)   | 175 см | 70 кг  |        |
| Ф | 21 | Флаг США       | Эмили Энгстлер | 1 мая 2000 (25 лет)       | 185 см | 82 кг  |        |
| З/Ф | 22 | Флаг США       | Соня Цитрон    | 22 октября 2003 (21 год)  | 185 см |        |        |
| Ф | 24 | Флаг Канады    | Алия Эдвардс   | 9 июля 2002 (23 года)     | 191 см | 79 кг  |        |
| Ц | 31 | Флаг США       | Стефани Долсон | 8 января 1992 (33 года)   | 196 см | 107 кг |        |
| З | 33 | Флаг США       | Люси Олсен     | 26 мая 2003 (22 года)     | 178 см |        |        |
| Ф | 44 | Флаг США       | Кики Ириафен   | 26 августа 2003 (21 год)  | 191 см |        |        |

## Главные тренеры
| Тренер          | Сезоны     | Победы и поражения (процент) | Победы и поражения (процент) | Ссылки |
| Тренер          | Сезоны     | Регулярка                    | Плей-офф                     | Ссылки |
| --------------- | ---------- | ---------------------------- | ---------------------------- | ------ |
| Джим Льюис      | 1998       | 2-16 (11,1)                  | 0-0 (0,0)                    | [ 32 ] |
| Кэти Парсон     | 1998       | 1-11 (8,3)                   | 0-0 (0,0)                    | [ 33 ] |
| Нэнси Дарш      | 1999—2000  | 21-31 (40,4)                 | 0-0 (0,0)                    | [ 34 ] |
| Даррелл Уокер   | 2000       | 5-7 (41,7)                   | 0-2 (0,0)                    | [ 35 ] |
| Том Мар         | 2001       | 10-22 (31,3)                 | 0-0 (0,0)                    | [ 36 ] |
| Марианна Стэнли | 2002—2003  | 26-40 (39,4)                 | 3-2 (60,0)                   | [ 37 ] |
| Майкл Адамс     | 2004       | 17-17 (50,0)                 | 1-2 (33,3)                   | [ 38 ] |
| Ричи Адубато    | 2005—2007  | 34-38 (47,2)                 | 0-2 (0,0)                    | [ 39 ] |
| Три Роллинз     | 2007—2008  | 24-28 (46,2)                 | 0-0 (0,0)                    | [ 40 ] |
| Джесси Кенло    | 2008       | 2-10 (16,7)                  | 0-0 (0,0)                    | [ 41 ] |
| Джули Планк     | 2009—2010  | 38-30 (55,9)                 | 0-4 (0,0)                    | [ 42 ] |
| Труди Лейси     | 2011—2012  | 11-57 (16,2)                 | 0-0 (0,0)                    | [ 43 ] |
| Майк Тибо       | 2013—2022  | 173-155 (52,7)               | 14-20 (41,2)                 | [ 44 ] |
| Эрик Тибо       | 2023—2024  | 33-47 (41,3)                 | 0-2 (0,0)                    | [ 45 ] |
| Сидни Джонсон   | 2025—н. в. | 0-0 (0,0)                    | 0-0 (0,0)                    |        |
| Всего           |            | 397-509 (43,8)               | 18-34 (34,6)                 |        |

## Владельцы команды
- Эйб Поллин, владелец команды «Вашингтон Уизардс» (1998—2005)
- Компания «Monumental Sports & Entertainment» и её основатель Тед Леонсис, владелец команды «Вашингтон Уизардс» (2005—н.в.)

## Генеральные менеджеры
- Мелисса Макферрин (1998—2001)
- Джуди Холланд-Бертон (2002—2004)
- Линда Харгроув (2005—2008)
- Анджела Тейлор (2009—2010)
- Труди Лейси (2011—2012)
- Майк Тибо (2013—2024)
- Джамиля Уайдман (2025—н. в.)

## Зал славы баскетбола
| Игрок     | Позиция                             | Карьера в команде | Год включения | Ссылки |
| --------- | ----------------------------------- | ----------------- | ------------- | ------ |
| Кэти Смит | Атакующий защитник / Лёгкий форвард | (2010)            | 2018          | [ 46 ] |

## Зал славы женского баскетбола
| Игрок          | Позиция                             | Карьера в команде | Год включения | Ссылки |
| -------------- | ----------------------------------- | ----------------- | ------------- | ------ |
| Вики Баллетт   | Тяжёлый форвард / Центровая         | (2000—2002)       | 2011          | [ 47 ] |
| Никки Маккрей  | Атакующий защитник                  | (1998—2001)       | 2012          | [ 48 ] |
| Кэти Смит      | Атакующий защитник / Лёгкий форвард | (2010)            | 2018          | [ 49 ] |
| Чамик Холдскло | Лёгкий форвард                      | (1999—2004)       | 2018          | [ 50 ] |
| Валери Стилл   | Тяжёлый форвард / Центровая         | (1999)            | 2019          | [ 51 ] |

## Индивидуальные и командные награды
| Награды                     | Игроки, тренеры и сезоны                                                                       | Ссылки      |
| --------------------------- | ---------------------------------------------------------------------------------------------- | ----------- |
| Чемпионка ЖНБА              | 1 (2019)                                                                                       | [ 52 ]      |
| Финал ЖНБА                  | 2 (2018 и 2019)                                                                                | [ 3 ] [ 4 ] |
| Плей-офф ЖНБА               | 15 (2000, 2002, 2004, 2006, 2009, 2010, 2013, 2014, 2015, 2017, 2018, 2019, 2020, 2022 и 2023) |             |
| MVP ЖНБА                    | Елена Делле Донн (2019)                                                                        | [ 53 ]      |
| MVP финала ЖНБА             | Эмма Миссеман (2019)                                                                           | [ 54 ]      |
| MVP ASG ЖНБА                | нет                                                                                            | [ 55 ]      |
| Лучший игрок обороны        | нет                                                                                            | [ 56 ]      |
| Самый прогрессирующий игрок | Коко Миллер (2002), Кристал Лэнгхорн (2009)                                                    | [ 57 ]      |
| Спортивное поведение        | нет                                                                                            | [ 58 ]      |
| Лучший шестой игрок         | нет                                                                                            | [ 59 ]      |
| Лидерские качества          | Айвори Латта (2017), Наташа Клауд (2019)                                                       | [ 60 ]      |
| Лучший новичок              | Чамик Холдскло (1999), Темика Джонсон (2005)                                                   | [ 61 ]      |
| Лучший тренер               | Марианна Стэнли (2002), Майк Тибо (2013)                                                       | [ 62 ]      |
| Лучший менеджер             | нет                                                                                            | [ 63 ]      |

## Известные игроки
- Мати Аджавон
- Ники Аносике
- Ариэль Аткинс
- Вики Баллетт
- Энни Бёрджесс
- Алана Бирд
- Киа Вон
- Калана Грин
- Стейси Дейлс
- Елена Делле Донн
- Эйша Джонс
- Темика Джонсон
- Стефани Долсон
- Моник Карри
- Изиане Кастро Маркес
- Наташа Клауд
- Марисса Коулман
- Карима Кристмас
- Ноэль Куинн
- Доминик Кэнти
- Айвори Латта
- Кара Лоусон
- Кристал Лэнгхорн
- Никки Маккрей
- Тадж Макуильямс
- Часити Мелвин
- Келли Миллер
- Коко Миллер
- Делиша Милтон
- Эмма Миссеман
- Лейлани Митчелл
- Эриал Пауэрс
- Арминти Прайс
- Тирра Раффин-Пратт
- Латойя Сандерс
- Кэти Смит
- Мишель Сноу
- Накия Сэнфорд
- Никки Тисли
- Кристи Толивер
- Жасмин Томас
- Шатори Уокер-Кимбру
- Демайя Уокер
- Майиша Хайнс-Аллен
- Линдсей Хардинг
- Бриа Хартли
- Тианна Хокинс
- Чамик Холдскло

## Участники матчей всех звёзд

Логотип клуба в 1998—2010 годах

| Год  | Участники матчей всех звёзд                                          | Участники матчей всех звёзд                                          |
| Год  | Стартовый состав                                                     | Резервный состав                                                     |
| ---- | -------------------------------------------------------------------- | -------------------------------------------------------------------- |
| 1999 | Никки Маккрей и Чамик Холдскло                                       |                                                                      |
| 2000 | Никки Маккрей и Чамик Холдскло                                       |                                                                      |
| 2001 | Никки Маккрей и Чамик Холдскло                                       |                                                                      |
| 2002 | Чамик Холдскло                                                       | Стейси Дейлс                                                         |
| 2003 | Чамик Холдскло                                                       |                                                                      |
| 2004 |                                                                      |                                                                      |
| 2005 |                                                                      | Алана Бирд                                                           |
| 2006 | Алана Бирд                                                           |                                                                      |
| 2007 |                                                                      | Алана Бирд и Делиша Милтон                                           |
| 2008 | Игра не состоялась из-за проведения Олимпийских игр в Пекине         | Игра не состоялась из-за проведения Олимпийских игр в Пекине         |
| 2009 | Алана Бирд                                                           |                                                                      |
| 2010 | Линдсей Хардинг, Моник Карри и Кристал Лэнгхорн                      |                                                                      |
| 2011 |                                                                      | Кристал Лэнгхорн                                                     |
| 2012 | Игра не состоялась из-за проведения Олимпийских игр в Лондоне        | Игра не состоялась из-за проведения Олимпийских игр в Лондоне        |
| 2013 |                                                                      | Айвори Латта и Кристал Лэнгхорн                                      |
| 2014 |                                                                      | Айвори Латта                                                         |
| 2015 |                                                                      | Эмма Миссеман и Стефани Долсон                                       |
| 2016 | Игра не состоялась из-за проведения Олимпийских игр в Рио-де-Жанейро | Игра не состоялась из-за проведения Олимпийских игр в Рио-де-Жанейро |
| 2017 | Елена Делле Донн                                                     |                                                                      |
| 2018 | Елена Делле Донн                                                     | Кристи Толивер                                                       |
| 2019 | Елена Делле Донн                                                     | Кристи Толивер                                                       |
| 2020 | Игра не состоялась из-за проведения Олимпийских игр в Токио          | Игра не состоялась из-за проведения Олимпийских игр в Токио          |
| 2021 |                                                                      | Ариэль Аткинс и Тина Чарльз                                          |
| 2022 |                                                                      | Ариэль Аткинс                                                        |
| 2023 |                                                                      | Елена Делле Донн                                                     |
| 2024 |                                                                      |                                                                      |